# David Whittaker
David Whittaker (ur. 1957) – brytyjski kompozytor muzyki elektronicznej do gier komputerowych w latach 80. i na początku lat 90, wydawanych na takich komputerach jak Amstrad CPC, Atari ST, Amiga, Atari XL, MSX and ZX Spectrum. Tworzył muzykę np. do Lazy Jones, Shadow of the Beast, Panther, Fire and Brimstone, Obliterator, Beyond the Ice Palace, czy Speedball.